# وقواقاوات
الوقواقاوات (الاسم العلمي: Cuculinae) هي أسرة من الطيور تتبع فصيلة طيور الوقواق من رتبة الواقواقيات.

## أجناس الوقواقاوات
- الوقواق
- الوقواق البرونزي
- الوقواق الكستنائي